# Mycedium umbra
Espèce
Statut CITES

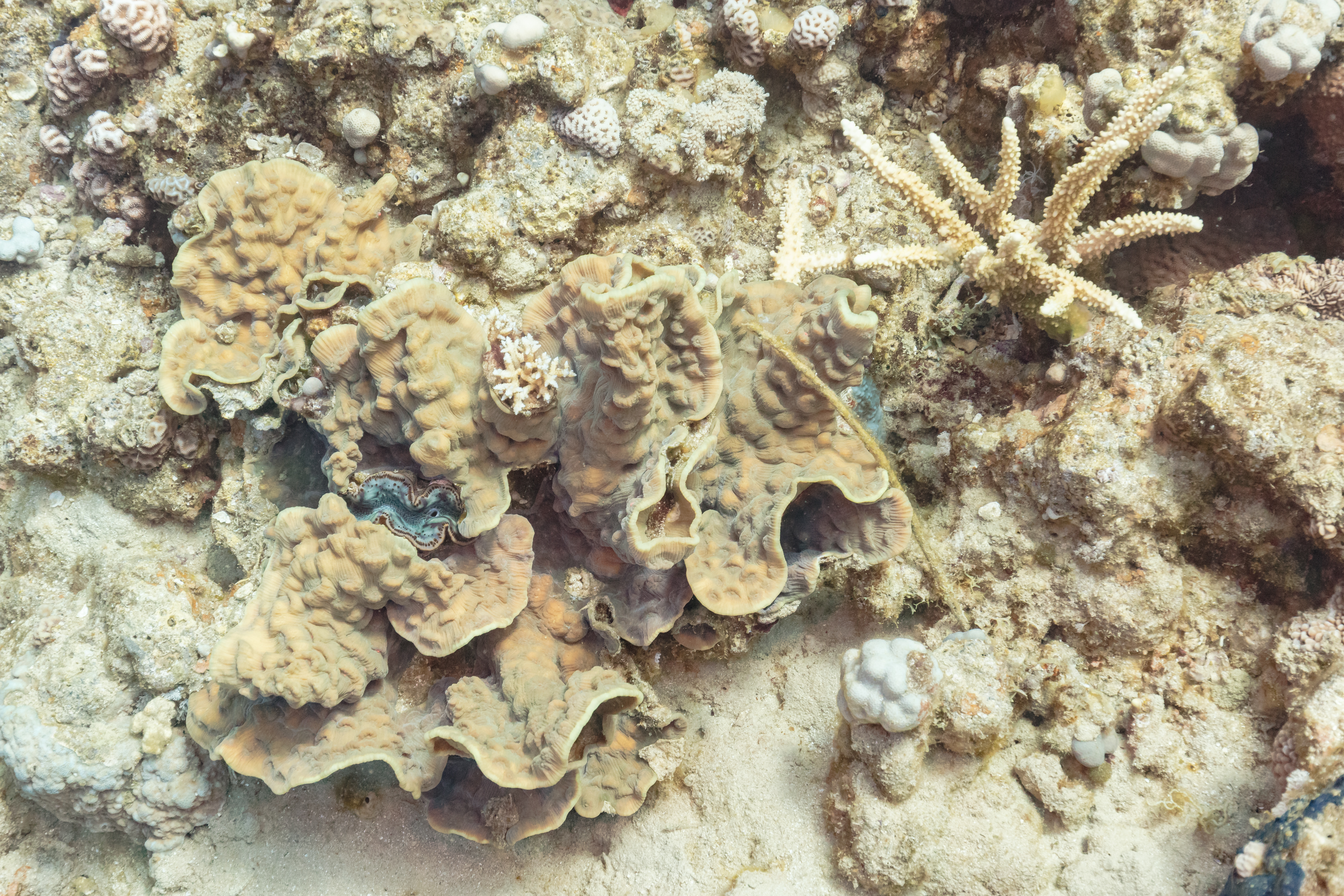
Mycedium umbra

Mycedium umbra est une espèce de coraux appartenant à la famille des Merulinidae.